# Kasteel De Eester

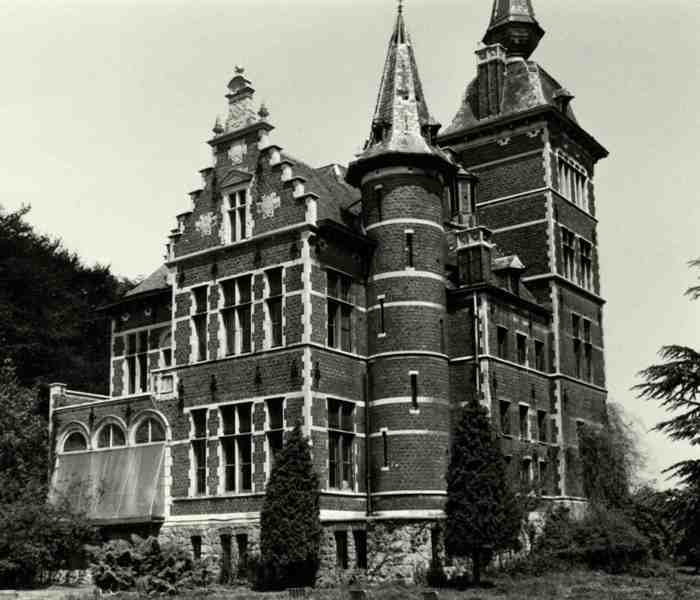
Kasteel De Eester

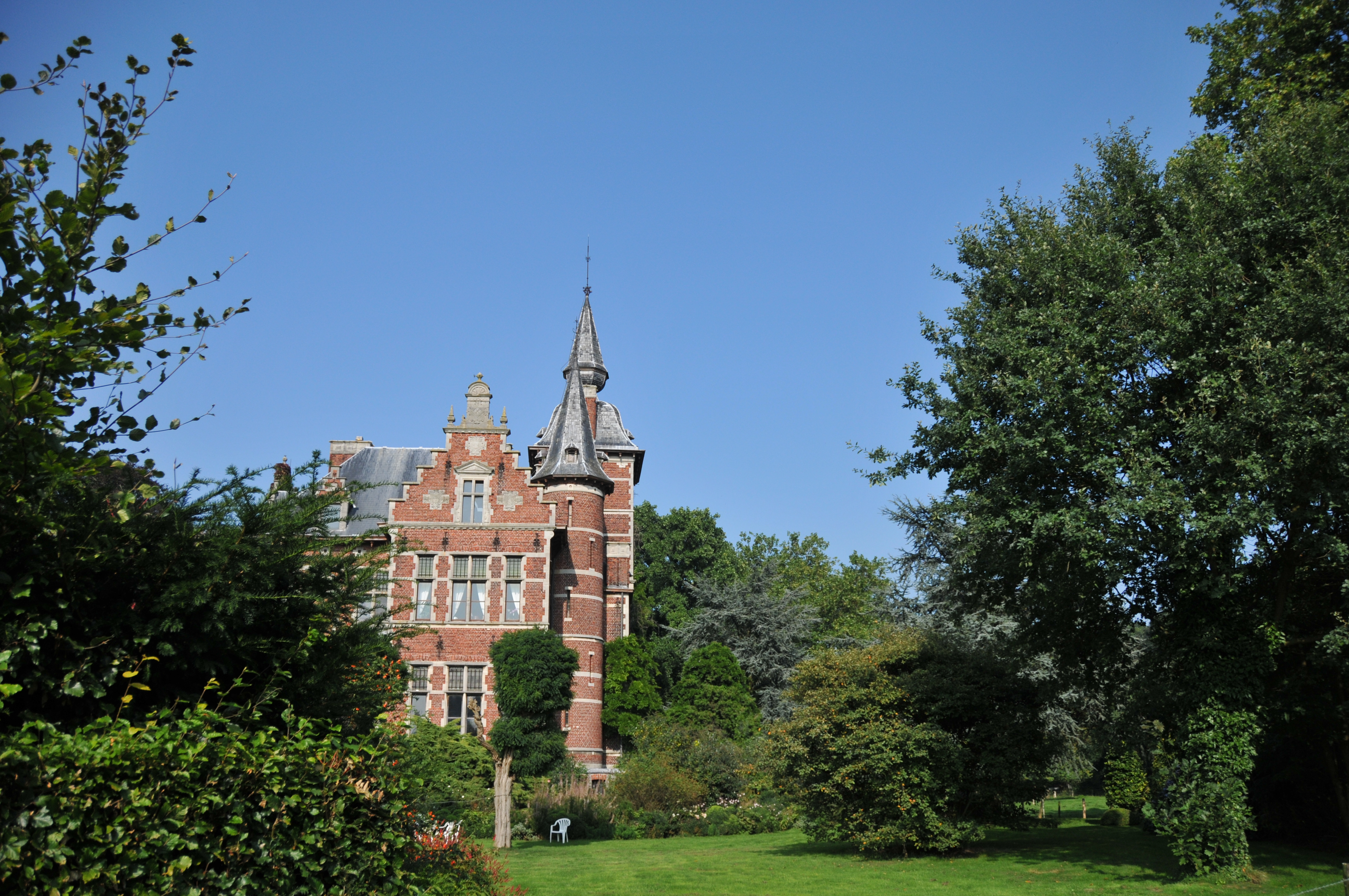
Het kasteel, augustus 2008

Kasteel De Eester is een kasteel in de tot de Antwerpse gemeente Brecht behorende plaats Sint-Lenaarts, gelegen aan de Hoogstraatsebaan 93.

## Geschiedenis
Het kasteel werd gebouwd omstreeks 1890 naar ontwerp van Jules Jacques Van Ysendyck. Opdrachtgever was Louis Nève de Mévergnies, die gehuwd was met Jeanne Keysers, een notarisdochter. Dit echtpaar was bevriend met kunstenaar Fernand Khnopff.
Tijdens de Eerste Wereldoorlog werd de toren door de bezetter als uitkijkpost gebruikt. In de jaren '20 van de 20e eeuw kwam het kasteel aan de familie Buelens.  
Tegen het einde van de Tweede Wereldoorlog werd het kasteel ook enkele dagen door de Duitsers gebruikt.  Het front was vlakbij (de Canadezen hadden Brecht al bevrijd), het kasteel deed dienst als frontlazaret en hoofdkwartier.  De familie was toen ook aanwezig en heeft alles van nabij meegemaakt, gewonden, doden begraven in de tuin, enz.  Nadien lag het kasteel op de route van de vliegende bommen (V1) die de Duitsers uit Nood-Holland naar Antwerpen schoten.  In de buurt van Sint-Lenaarts probeerde de verdediging de V1's uit de lucht te schieten.  Er was geen raam meer heel in het kasteel.

## Gebouw
Het kasteel is gebouwd in baksteen met zandstenen sierelementen. Het gebouw heeft twee torens: één op vierkante en één op ronde plattegrond. In het interieur is nog een muurschildering uit 1892 te zien.
Het kasteel ligt in een domein van 19 ha met bos, weiden en een vijver.
Vroeger was er een groter domein, naar ontwerp van Louis Fuchs. Dit werd echter in 1925 verkaveld.